# Cabera
Cabera là một chi bướm đêm thuộc họ Geometridae.

## Selected species[cần kiểm chứng]
- Cabera borealis – Boreal Cream (Hulst, 1896)
- Cabera candidaria (Leech, 1897)
- Cabera erythemaria – Yellow-Dusted Cream Guenée, 1857
- Cabera exanthemata – Common Wave (Scopoli, 1763)
- Cabera griseolimbata (Oberthür, 1879)
- Cabera leptographa Wehrli, 1939
- Cabera purus (Butler, 1878)
- Cabera pusaria – Common White Wave (Linnaeus, 1758)
- Cabera quadrifasciaria – Four-Lined Cream (Packard, 1873)
- Cabera schaefferi (Bremer, 1864)
- Cabera variolaria – The Vestal Guenée, 1857